# ميغيل دي أوكيندو
ميغيل دي أوكيندا واي سيجورا (بالإسبانية: Miguel de Oquendo y Segura)‏ وهو أدميرال إسباني باسكي ولد في مدينة سان سباستيان في غيبوثكوا في الإمبراطورية الإسبانية في سنة 1534 ومات أثناء عودته في حملة أرمادا في سنة 1588 وهو والد الأدميرال أنطونيو دي أوكيندو.